# Bredribbe
Bredribbe (Campylopus) er en meget stor slægt af bladmosser, der mest er udbredt i troperne. I Danmark er registreret 5 arter.
Karakteristisk for slægten er den brede ribbe som ofte fylder over halvdelen af bladets bredde. Sporehusstilken kan være bøjet nedad i en bue indtil sporerne modnes.
Campylopus betyder 'krum stilk' og henviser til sporehusstilken (fra græsk kampylos = krum og pus = fod, stilk).
| Danske arter |

- Hedebredribbe (Campylopus brevipilus)
- Filtet bredribbe (Campylopus flexuosus)
- Skør bredribbe (Campylopus fragilis)
- Stjernebredribbe (Campylopus introflexus)
- Almindelig bredribbe (Campylopus pyriformis)

## Ekstern henvisning
- http://tropical-bryology.org/Articles/open/VOL2/frahm.pdf (Webside+ikke+længere+tilgængelig) hentet 20. juli 2010